# Верховинська районна рада
Верховинська райо́нна ра́да — районна рада Івано-Франківської області.